# 韋爾度假村
韋爾度假村（英語：Vail Resorts，：MTN），1997年成立，於紐約證券交易所上市，總部設於美國科羅拉多州布隆菲，是多個美國滑雪場的營運商，亦有兩個滑雪場為於澳大利亞和一個在加拿大。